# Bob Onder
Robert Frank Onder Jr., detto Bob (Saint Louis, 6 gennaio 1962), è un politico statunitense, membro della Camera dei Rappresentanti per lo stato del Missouri dal 2025.

## Biografia
Nato a Saint Louis, Bob Onder conseguì sia la laurea in medicina presso l'Università Washington a Saint Louis sia la laurea in giurisprudenza presso la Saint Louis University. Sposò la moglie Allison, dalla quale ebbe sei figli.
Entrato in politica con il Partito Repubblicano, nel 2006 venne eletto alla Camera dei rappresentanti del Missouri, dove restò per un solo mandato. In questo periodo, fu autore di una proposta di legge che consentiva l'annullamento dei contratti statali per lavoratori immigrati irregolarmente negli Stati Uniti e che richiedeva alle agenzie pubbliche di verificare lo status degli immigrati prima di fornire benefit sociali. Fu inoltre sponsor di una proposta di legge che chiedeva alle cliniche di consentire alle donne di visualizzare un'ecografia del feto prima di praticare l'aborto.
Nel 2008, Onder lasciò la legislatura statale per candidarsi alla Camera dei Rappresentanti nazionale, dove il deputato in carica Kenny Hulshof si era ritirato per concorrere alla carica di governatore del Missouri. Onder si propose come un candidato fortemente conservatore dal punto di vista fiscale, ottenendo l'appoggio del Club for Growth, ma perse le primarie contro Blaine Luetkemeyer, che fu poi eletto deputato.
Nel 2014, Onder si candidò al Senato del Missouri e riuscì a vincere le primarie repubblicane; poiché nessun candidato democratico si presentò alle elezioni, Onder vinse senza opposizione. Si candidò per un secondo mandato nel 2018, riuscendo ad essere riconfermato. Nell'assemblea, fu membro fondatore del caucus conservatore.
Fu autore di una controversa proposta di modifica della Costituzione del Missouri volta a proteggere le aziende del settore nuziale che si rifiutavano di rendere i propri servizi alle coppie omosessuali, ottenendo l'ostruzionismo dei democratici dell'assemblea.
Fu inoltre autore di una proposta di legge contro l'aborto che, tra le varie misure imponeva ispezioni statali annuali senza preavviso nelle cliniche abortive e obbligava i patologi di esaminare il tessuto fetale. Sostenne inoltre un disegno, poi tramutato in legge, che vietava l'aborto dopo l'ottava settimana.
Presentò per due volte una proposta di legge che consentisse ai cittadini di portare armi da fuoco sui mezzi pubblici, sostenendo che la legge in vigore che lo vietava, di fatto limitasse "il diritto dei cittadini rispettosi della legge di difendersi".
Nel 2024, quando il deputato Luetkemeyer annunciò il suo pensionamento, Bob Onder si candidò alle elezioni parlamentari per succedergli. Fu identificato dalla stampa come uno dei due principali favoriti insieme all'altro ex legislatore statale Kurt Schaefer, che riuscì a superare con un margine di dieci punti percentuali. Nelle elezioni generali, sconfisse l'avversaria democratica con il 61,3% dei voti, approdando così al Congresso.